# Costin Chioreanu
Costin Alexandru Chioreanu (ur. 13 marca 1982 w Bukareszcie) – rumuński muzyk, kompozytor, wokalista i multiinstrumentalista, a także grafik, malarz i fotograf, artysta multimedialny. Costin Chioreanu znany jest przede wszystkim jako autor okładek dla zespołów z nurtu szeroko pojętej muzyki heavymetalowej. Współpracował m.in. z takimi grupami jak: Arch Enemy, Aura Noir, Code Red, Darkthrone, Deathchain, Falkenbach, Grave, Mayhem, oraz Thyrfing.
Członek zespołów Asmodeus, Combustie Spontana, Final, H8, Kandaon, Mediocracy, Nightpray, Retribution, Sick Tear, Sistem Nervos, Subway Night Orchestra, oraz The Accused. Od 2013 roku członek formacji Bloodway. Grał także w takich zespołach jak: Cap de Craniu, Deviant, My Shadow, Protest Urban oraz Sphera Noctis.
W 2013 roku ukazał się solowy projekt muzyka zatytułowany Outside The Great Circle, Where Purgatory Ends. Na wydawnictwie składającym się z płyty gramofonowej i płyty DVD znalazł się film animowany pt. "Outside The Great Circle" zrealizowany przez Chioreanu oraz ścieżka dźwiękowa do tegoż obrazu. Na stronie B płyty winylowej znalazła się ponadto muzyka ilustracyjna zrealizowana na potrzeby wystawy Chioreanu pod nazwą "Where Purgatory Ends". Materiał utrzymany w stylistyce muzyki eksperymentalnej powstał z udziałem takich wykonawców jak: Attila Csihar (Mayhem), David Tibet, Mirai Kawashima (Sigh), Kimmo Helén (Hexvessel) oraz Rune Eriksen (Nader Sadek).
Poza rodzimą Rumunią wystawiał w Holandii, Finlandii oraz Stanach Zjednoczonych.

## Wybrana dyskografia
- Protest Urban – Don't Disturb Me When I Need You (2008, Blood & Fire Productions, gościnnie)[21]
- Discordless – 148 Light Years (2009, Asiluum Arts)[22]
- My Shadow – Gates Between Black (2009, Bestial Records)[23]
- Mediocracy – Human Progress – Endless Regress (2010, Asiluum Arts)[24]
- Mediocracy – Asoma (2011, Asiluum Arts)[25]
- Cap de Craniu – I'll Kill If I Live (2012, Metalfan Records Division)[26]
- Mediocracy – Memory Hole (2012, Metalfan Records Division)[27]
- Kandaon – Ageless Through Time (2012, Arcana Noctis)[28]
- Costin Chioreanu – Outside The Great Circle, Where Purgatory Ends (2013, Edition Gris/Hallow Ground)[29]
- Bloodway – Sunstone Voyager and the Clandestine Horizon (2014, I, Voidhanger Records)[30]